# هیئت تأیید صلاحیت مهندسی و فناوری

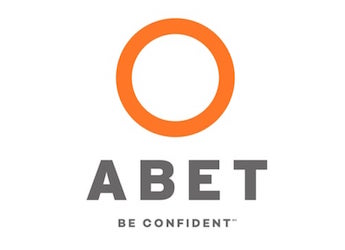
تایید صلاحیت مهندسی و فناوری

ABET, Inc.، یا هیئت تأیید صلاحیت مهندسی و فناوری، یک سازمان غیرانتفاعیست که با اعتبارگذاری برنامه‌های درجه‌های آموزشی بعد از دوره دبیرستان در حوزه علوم کاربردی، کامپیوتر، مهندسی و تکنولوژی به عموم جامعه خدمات ارائه می‌کند. تایید صلاحیت فرایندی است که طی آن کیفیت اینگونه برنامه‌ها مورد تأیید قرار می‌گیرد. بیش از ۲۷۰۰ برنامه در سطح ۵۵۰ کالج و دانشگاه در سطح ایالات متحده تأیید صلاحیت شده‌اند.

## انجمن‌های عضو
ABET اتحادیه‌ای متشکل از ۲۸ انجمن حرفه‌ای و فنی است که نماینده شاخه‌های علوم کاربردی، کامپیوتر، مهندسی و فناوری هستند. این انجمن‌ها مالک و اداره کننده سازمان هستند.
- AAEE یا American Academy of Environmental Engineers
- ACSM یا American Congress on Surveying and Mapping
- AIAA یا انستیتو آمریکایی هوانوردی و فضانوردی
- AIChE یا انجمن مهندسان شیمی آمریکا
- AIHA یا American Industrial Hygiene Association
- ANS یا انجمن هسته‌ای ایالات متحده آمریکا
- ASABE یا American Society of Agricultural and Biological Engineers
- ASCE یا انجمن مهندسان عمران آمریکا
- ASEE یا American Society for Engineering Education
- ASHRAE یا اشری
- ASME یا انجمن مهندسان مکانیک آمریکا
- ASSE یا American Society of Safety Engineers
- BMES یا Biomedical Engineering Society
- CSAB یا formerly Computing Sciences Accreditation Board
- HPS یا Health Physics Society
- IEEE یا مؤسسه مهندسان برق و الکترونیک
- IIE یا Institute of Industrial Engineers
- ISA یا Instrumentation, Systems, and Automation Society
- NCEES یا National Council of Examiners for Engineering and Surveying
- NICE یا انجمن سرامیک آمریکا
- NSPE یا National Society of Professional Engineers
- SAE یا Society of Automotive Engineers
- SME یا Society of Manufacturing Engineers
- SME-AIME یا Society for Mining, Metallurgy, and Exploration, Inc.
- SNAME یا Society of Naval Architects and Marine Engineers
- SPE یا انجمن مهندسی نفت
- TMS یا The Minerals, Metals & Materials Society
- MRS یا Materials Research Society (Associate Member Society)